# Tarouca
Tarouca (tɐ'ɾo(ou)kɐ) è un comune portoghese di 8 308 abitanti situato nel distretto di Viseu.

## Società

### Evoluzione demografica
| Popolazione di Tarouca (1801 – 2004) | Popolazione di Tarouca (1801 – 2004) | Popolazione di Tarouca (1801 – 2004) | Popolazione di Tarouca (1801 – 2004) | Popolazione di Tarouca (1801 – 2004) | Popolazione di Tarouca (1801 – 2004) | Popolazione di Tarouca (1801 – 2004) | Popolazione di Tarouca (1801 – 2004) | Popolazione di Tarouca (1801 – 2004) |
| ------------------------------------ | ------------------------------------ | ------------------------------------ | ------------------------------------ | ------------------------------------ | ------------------------------------ | ------------------------------------ | ------------------------------------ | ------------------------------------ |
| 1801                                 | 1849                                 | 1900                                 | 1930                                 | 1960                                 | 1981                                 | 1991                                 | 2001                                 | 2004                                 |
| 3440                                 | 5163                                 | 10254                                | 10388                                | 10845                                | 9368                                 | 9579                                 | 8308                                 | 8303                                 |

## Freguesias
- Gouviães e Ucanha
- Granja Nova e Vila Chã da Beira
- Mondim da Beira
- Salzedas
- São João de Tarouca
- Tarouca e Dálvares
- Várzea da Serra